# سیامک اشعریون
سیامک اشعریون (زاده ۲۴ اردیبهشت ۱۳۲۵، تهران) بازیگر ایرانی سینما و تلویزیون است.

## زندگی
سیامک اشعریون متولد ۲۴ اردیبهشت ۱۳۲۵ در تهران است. او دارای مدرک دیپلم است و فعالیت هنروری را از اوائل دهه ۴۰ خورشیدی آغاز نمود. در این زمان او توسط یکی از آشنایان خود با محمد امین بهزادپور، آرامائیس آقامالیان، حسین مدنی، خسرو پرویزی و امین امینی در «استودیو عصرطلایی» آشنا شد که ثمرهٔ این آشنایی، بازی در نقش‌های کوتاه و فرعی در فیلم‌هایی چون «جاهل‌ها و ژیگول‌ها» (۱۳۴۳)، «ببر رینگ» (۱۳۴۳)، «چهار تا شیطون» (۱۳۴۳)، «افسانه دهکده» (۱۳۴۳)، «سه تا نخاله» (۱۳۴۴)، «جلاد» (۱۳۴۴)، «سه فراری» (۱۳۴۸) و «آژیر خطر» (۱۳۴۹) بود.
اشعریون فعالیت جدی بازیگری‌اش را در سال ۱۳۶۷ با فیلم «سرب» به کارگردانی مسعود کیمیایی آغاز کرد و از آن پس تاکنون، در بیش از ۲۰۰ فیلم سینمایی، فیلم تلویزیونی و سریال به ایفای نقش پرداخته‌است.

## کارنامهٔ هنری

### سینما
1. ایکس لارج، محسن توکلی۱۳۹۸
2. تخته گاز، محمد آهنگرانی۱۳۹۶
3. تبریز ۲۰۱۸، محراب نوروززاده۱۳۹۵
4. ثبت با سند برابر است، بهمن گودرزی۱۳۹۴
5. مردی روی ماه، اشکان شاپوری۱۳۹۴
6. آتش‌بس ۲، تهمینه میلانی۱۳۹۳
7. آدم باش، مجید جوانمرد۱۳۹۳
8. باورم کن، محمدحسین پور۱۳۹۳
9. کلاشینکف، سعید سهیلی۱۳۹۲
10. به تهران خوش آمدید، رضا سبحانی۱۳۹۲
11. هیس! دخترها فریاد نمی‌زنند، پوران درخشنده۱۳۹۱
12. دل بی‌قرار، قربان محمدپور۱۳۹۱
13. گناهکاران، فرامرز قریبیان۱۳۹۰
14. بچگیتو فراموش نکن، جلال فاطمی۱۳۹۰
15. زن‌ها شگفت انگیزند، مهرداد فرید۱۳۸۹
16. سوپر استار، تهمینه میلانی۱۳۸۷
17. صبح روز هفتم، مسعود اطیابی۱۳۸۷
18. یک وجب از آسمان، علی وزیریان۱۳۸۷
19. دایناسور، پرویز شیخ طادی۱۳۸۶
20. قلقلک، مسعود نوابی۱۳۸۴
21. این ترانه عاشقانه نیست، رحمان رضایی۱۳۸۴
22. رستگاری در هشت و بیست دقیقه، سیروس الوند۱۳۸۳
23. برگ برنده، سیروس الوند۱۳۸۲
24. جایی دیگر، مهدی کرم پور۱۳۸۱
25. بوی گل سرخ، ناصر محمدی۱۳۸۰
26. تکیه بر باد، داریوش فرهنگ۱۳۷۹
27. سفره ایرانی، کیانوش عیاری۱۳۷۹
28. قرمز، فریدون جیرانی۱۳۷۷
29. دو زن، تهمینه میلانی۱۳۷۷
30. دختری با کفش‌های کتانی، رسول صدرعاملی۱۳۷۷
31. غریبانه، احمد امینی۱۳۷۶
32. مرسدس، مسعود کیمیایی۱۳۷۶
33. سرزمین خورشید، احمدرضا درویش۱۳۷۵
34. بوی پیراهن یوسف، ابراهیم حاتمی کیا۱۳۷۴
35. کاکادو، تهمینه میلانی۱۳۷۳
36. آنها هیچ‌کس را دوست ندارند، جعفر سیمایی۱۳۷۲
37. رابطه پنهانی، جهانگیر جهانگیری۱۳۷۱
38. ردپای گرگ، مسعود کیمیایی۱۳۷۱
39. گربه آوازه خوان، کامبوزیا پرتوی۱۳۶۹
40. دندان مار، مسعود کیمیایی۱۳۶۸
41. سرب، مسعود کیمیایی۱۳۶۷
42. آژیر خطر، مهدی میرصمدزاده۱۳۴۹
43. سه فراری، آرامائیس آقامالیان۱۳۴۸
44. سه تا نخاله، صابر رهبر۱۳۴۴
45. جلاد، آرامائیس آقامالیان۱۳۴۴
46. افسانه دهکده، حسین مدنی۱۳۴۳
47. چهار تا شیطون، حسین مدنی۱۳۴۳
48. ببر رینگ، رضا بیک ایمانوردی۱۳۴۳
49. جاهل‌ها و ژیگول‌ها، حسین مدنی۱۳۴۳

### مجموعه‌های تلویزیونی
| سال       | نام                          | سمت          | کارگردان                                                                         | توضیحات                                                     |
| --------- | ---------------------------- | ------------ | -------------------------------------------------------------------------------- | ----------------------------------------------------------- |
| ۱۴۰۱      | آزادی مشروط                  | بازیگر       | مسعود ده‌نمکی                                                                     | شبکه یک                                                     |
| ۱۳۹۹      | آتش و باد                    | بازیگر       | مجتبی راعی                                                                       | شبکه ۱                                                      |
| ۱۳۹۸      | یک سانتیمتر تا لبخند         | بازیگر       | حسن حجگذار                                                                       | شبکه خانگی                                                  |
| ۱۳۹۸      | دنگ و فنگ روزگار             | بازیگر       | جواد مزد آبادی                                                                   | شبکه ۱                                                      |
| ۱۳۹۷      | بچه مهندس                    | بازیگر       | علی غفاری                                                                        | شبکه ۲                                                      |
| ۱۳۹۶      | عروس تاریکی                  | بازیگر       | محمود معظمی                                                                      | شبکه ۱                                                      |
| ۱۳۹۶      | افسانه هزارپایان             | بازیگر       | شهاب عباسی                                                                       | نوروز ۹۷ از شبکه‌های تهران و نسیم پخش شد.                    |
| ۱۳۹۵–۱۳۹۶ | رو به راهم کن                | بازیگر       | هانی اکبری                                                                       | شبکه ۱                                                      |
| ۱۳۹۵      | قصه‌های پهلوان                | بازیگر       | سعید حران اف                                                                     | شبکه آفتاب                                                  |
| ۱۳۹۵      | در قصه‌ها زندگی می‌کنند        | بازیگر مهمان | داوود بیدل                                                                       | شبکه ۲                                                      |
| ۱۳۹۵      | آرام می‌گیریم                 | بازیگر       | روح اله سهرابی                                                                   | شبکه ۲                                                      |
| ۱۳۹۴      | کیمیا                        | بازیگر       | جواد افشار                                                                       | شبکه ۲                                                      |
| ۱۳۹۴      | معمای شاه                    | بازیگر       | محمدرضا ورزی                                                                     | شبکه ۱                                                      |
| ۱۳۹۳      | آخرین بازی                   | بازیگر       | حسین سهیلی‌زاده                                                                   | شبکه تهران                                                  |
| ۱۳۹۳      | لبخند ماهی‌ها                 | بازیگر       | سعید بصیری                                                                       | شبکه ۲/در آغاز معصومانه در خواب نام داشت.                   |
| ۱۳۹۲–۱۳۹۳ | هفت‌سنگ                       | بازیگر مهمان | علی‌رضا بذرافشان                                                                  | ماه رمضان ۹۳ از شبکه ۳ پخش شد.                              |
| ۱۳۹۲–۱۳۹۳ | گوشه دل تهرون                | بازیگر       | رامبد جوان                                                                       | نوروز ۹۳ از شبکه تهران پخش شد.                              |
| ۱۳۹۲–۱۳۹۳ | روزهای بد، به‌در              | بازیگر       | سعید آقاخانی                                                                     | نوروز ۹۳ از شبکه ۳ پخش شد.                                  |
| ۱۳۹۲      | زمانی برای عاشقی             | بازیگر       | محمدحسین لطیفی                                                                   | شبکه ۱                                                      |
| ۱۳۹۲      | نوشدارو                      | بازیگر       | جواد اردکانی                                                                     | شبکه ۱                                                      |
| ۱۳۹۱      | شوخی با ستارگان              | بازیگر مهمان | امیرحسین قهرایی                                                                  | شبکه خانگی/حضور در شوخی «رادیواکتیو»                        |
| ۱۳۹۱      | چمدان                        | بازیگر       | خسرو ملکان                                                                       | رمضان ۱۳۹۱ از شبکه ۲ پخش شد.                                |
| ۱۳۹۱      | با من حرف بزن                | بازیگر       | اصغر توسلی                                                                       | شبکه ۱                                                      |
| ۱۳۹۰–۱۳۹۱ | سهمی برای دوست               | بازیگر       | مسعود اطیابی                                                                     | شبکه ۲                                                      |
| ۱۳۹۰–۱۳۹۱ | زمانه                        | بازیگر       | حسن فتحی                                                                         | شبکه ۳                                                      |
| ۱۳۹۰–۱۳۹۱ | فراموشی                      | بازیگر       | سعید سلطانی                                                                      | نوروز ۹۱ از شبکه تهران پخش شد.                              |
| ۱۳۹۰      | آئینه و مهتاب                | بازیگر       | مسعود محبی                                                                       | شبکه ۱ و محصول سیمای مرکز قم                                |
| ۱۳۹۰      | شاید برای شما هم اتفاق بیفتد | بازیگر       | گروه کارگردانان                                                                  | شبکه تهران                                                  |
| ۱۳۹۰      | قصه‌های خدا                   | بازیگر مهمان | فرج‌الله سلحشور، شاهین باباپور                                                    | شبکه ۲/بازی در اپیزود تردید                                 |
| ۱۳۸۹–۱۳۹۰ | پنجره                        | بازیگر       | قدرت‌الله صلح‌میرزایی                                                              | شبکه تهران                                                  |
| ۱۳۸۸–۱۳۹۰ | نابرده رنج                   | بازیگر       | علی‌رضا بذرافشان                                                                  | شبکه ۳                                                      |
| ۱۳۸۹–۱۳۹۰ | پایتخت                       | بازیگر       | سیروس مقدم                                                                       | نوروز ۹۰ از شبکه ۱ پخش شد.                                  |
| ۱۳۸۷–۱۳۸۹ | ساختمان ۸۵                   | بازیگر       | مهدی فخیم‌زاده                                                                    | شبکه ۲                                                      |
| ۱۳۸۹      | ستایش                        | بازیگر       | سعید سلطانی                                                                      | شبکه ۳                                                      |
| ۱۳۸۹      | نون و ریحون                  | بازیگر       | فرزاد مؤتمن                                                                      | ماه رمضان ۸۹ از شبکه تهران پخش شد.                          |
| ۱۳۸۸–۱۳۸۹ | قهوه‌خانه بهشت                | بازیگر       | تقی انصاری                                                                       | شبکه قرآن                                                   |
| ۱۳۸۸–۱۳۸۹ | زن بابا                      | بازیگر       | سعید آقاخانی                                                                     | نوروز ۸۹ از شبکه ۳ پخش شد.                                  |
| ۱۳۸۸      | آسمان همیشه ابری نیست        | بازیگر       | سعید عالم‌زاده                                                                    | شبکه ۱                                                      |
| ۱۳۸۸      | زندگی ارمغان خداست           | بازیگر       | حبیب‌الله بهمنی                                                                   | شبکه قرآن                                                   |
| ۱۳۸۷–۱۳۸۸ | راه شیری                     | بازیگر مهمان | عبدالحسن برزیده، مونا زندی، سامان مقدم                                           | بازی در اپیزود خلسه/در سال ۹۳ از شبکه ۲ پخش شد.             |
| ۱۳۸۷–۱۳۸۸ | شب هزارویکم                  | بازیگر       | علی بهادر                                                                        | شبکه ۱                                                      |
| ۱۳۸۷–۱۳۸۸ | همه بچه‌های من                | بازیگر       | مرضیه برومند                                                                     | شبکه ۱/کارگردان تلویزیونی:مسعود فروتن                       |
| ۱۳۸۷      | مجموعهٔ عروسکی «امین و مینا»  | بازیگر       | هنگامه مفید مریم مصفا                                                            | نوروز ۸۸-شبکه قرآن                                          |
| ۱۳۸۷      | جاده در دست تعمیر            | بازیگر       | حسین تبریزی                                                                      | شبکه ۲                                                      |
| ۱۳۸۷      | مأمور بدرقه                  | بازیگر       | سعید سلطانی                                                                      | ماه رمضان ۸۷ از شبکه تهران پخش شد.                          |
| ۱۳۸۷      | کشف بزرگ                     | بازیگر       | میترا منصوری                                                                     | شبکه جهانی جام‌جم                                            |
| ۱۳۸۷–۱۳۸۲ | شیخ بهایی                    | بازیگر       | شهرام اسدی                                                                       | شبکه ۲                                                      |
| ۱۳۸۱–۱۳۸۶ | روزگار قریب                  | بازیگر       | کیانوش عیاری                                                                     | شبکه ۳                                                      |
| ۱۳۸۶–۱۳۸۷ | پیامک از دیار باقی           | بازیگر       | سیروس مقدم                                                                       | نوروز ۸۷ از شبکه ۱ پخش شد.                                  |
| ۱۳۸۶      | خواستگاران                   | بازیگر       | گلاب آدینه                                                                       | برنامه خانواده شبکه ۱/کارگردان تلویزیونی: مهدی مظلومی       |
| ۱۳۸۶      | راز پدر                      | بازیگر       | محمد رمضانی فریدالدین نیکجو                                                      | شبکه ۲/محصول سیمای مرکز اراک                                |
| ۱۳۸۵–۱۳۸۶ | بی صدا فریاد کن              | بازیگر       | مهدی فخیم زاده                                                                   | شبکه ۲                                                      |
| ۱۳۸۵–۱۳۸۶ | سال‌های برف و بنفشه           | بازیگر       | سعید سلطانی                                                                      | شبکه ۳                                                      |
| ۱۳۸۵      | تا صبح                       | بازیگر       | مجید جوانمرد محمدعلی باشه‌آهنگر                                                   | شبکه تهران                                                  |
| ۱۳۸۵      | پرواز در حباب                | بازیگر       | سیروس مقدم                                                                       | شبکه ۳                                                      |
| ۱۳۸۵      | نرگس                         | بازیگر       | سیروس مقدم                                                                       | شبکه ۳                                                      |
| ۱۳۸۵–۱۳۸۴ | یک مشت پر عقاب               | بازیگر       | اصغر هاشمی                                                                       | اسفند ۸۶ از شبکه ۱ پخش شد.                                  |
| ۱۳۸۴–۱۳۸۵ | زندگی به شرط خنده            | بازیگر       | مهدی مظلومی                                                                      | شبکه تهران                                                  |
| ۱۳۸۴      | پایان نمایش                  | بازیگر       | بهمن زرین‌پور                                                                     | شبکه ۱                                                      |
| ۱۳۸۴      | شبهای برره                   | بازیگر مهمان | مهران مدیری                                                                      | شبکه ۳                                                      |
| ۱۳۸۴      | اکسیژن                       | بازیگر       | مهدی مظلومی                                                                      | شبکه تهران                                                  |
| ۱۳۸۴      | کلانتر ۲                     | بازیگر       | محسن شاه محمدی                                                                   | شبکه ۱                                                      |
| ۱۳۸۴      | تا غروب                      | بازیگر       | محمد بنایی                                                                       | شبکه ۲                                                      |
| ۱۳۸۴      | ارث بابام                    | بازیگر       | سید جواد رضویان                                                                  | شبکه ۳                                                      |
| ۱۳۸۴      | روح مهربان                   | بازیگر       | امیر قویدل                                                                       | شبکه ۱                                                      |
| ۱۳۸۴      | فصل زرد                      | بازیگر       | محمدرضا زهتابی                                                                   | شبکه ۱                                                      |
| ۱۳۸۳–۱۳۸۴ | جایزه بزرگ                   | بازیگر       | مهران مدیری                                                                      | نوروز ۸۴ از شبکه ۳ پخش شد.                                  |
| ۱۳۸۳      | خوش غیرت                     | بازیگر       | علی شاه حاتمی                                                                    | نوروز ۸۴ از شبکه ۱ پخش شد.                                  |
| ۱۳۸۳      | شبکه سه و نیم                | بازیگر       | داریوش کاردان                                                                    | شبکه ۳                                                      |
| ۱۳۸۳      | عکاسخانه                     | بازیگر       | حسن نانکلی                                                                       | شبکه ۲                                                      |
| ۱۳۸۳      | شبی از شب‌ها                  | بازیگر       | رضا کریمی                                                                        | شبکه ۳                                                      |
| ۱۳۸۳      | کمربندها را ببندیم           | بازیگر       | مهدی مظلومی                                                                      | شبکه ۳                                                      |
| ۱۳۸۳      | سایه آفتاب                   | بازیگر       | محمدرضا آهنج                                                                     | شبکه ۳                                                      |
| ۱۳۸۳      | روزهای به‌یادماندنی           | بازیگر       | همایون شهنواز                                                                    | شبکه ۱                                                      |
| ۱۳۸۳      | من و پوتی                    | بازیگر       | امیر فیضی                                                                        | شبکه ۲                                                      |
| ۱۳۸۳      | مزرعه کوچک                   | بازیگر       | سیروس مقدم                                                                       | تابستان ۸۴ از شبکه ۱ پخش می‌شد.                              |
| ۱۳۸۳      | من خودم هستم                 | بازیگر مهمان | شاهد احمدلو                                                                      | قطعات نمایشی در شبکه ۲                                      |
| ۱۳۸۳      | دایره تردید                  | بازیگر مهمان | امیر قویدل، اسماعیل فلاح پور                                                     | شبکه ۱                                                      |
| ۱۳۸۲–۱۳۸۳ | چهل سرباز                    | بازیگر       | محمد نوری‌زاد                                                                     | شبکه ۲                                                      |
| ۱۳۸۲–۱۳۸۳ | هنگامه                       | بازیگر مهمان | مجید جوانمرد                                                                     | برنامه خانواده شبکه ۱ پخش می‌شد.                             |
| ۱۳۸۲–۱۳۸۳ | آهوی ماه نهم                 | بازیگر       | مسعود نوابی                                                                      | شبکه ۱                                                      |
| ۱۳۸۲–۱۳۸۳ | من یک مستاجرم                | بازیگر       | پریسا بخت آور                                                                    | شبکه ۳                                                      |
| ۱۳۸۲      | روژان                        | بازیگر       | ماشاالله شاهمرادی زاده                                                           | شبکه ۲                                                      |
| ۱۳۸۲      | ورود ممنوع ممنوع             | بازیگر       | مهران غفوریان                                                                    | شبکه تهران / نیمه کاره ماند.                                |
| ۱۳۸۲      | این سه نفر                   | بازیگر       | اصغر توسلی                                                                       | شبکه تهران                                                  |
| ۱۳۸۲      | او مثبت                      | بازیگر       | علی شاه حاتمی                                                                    | نوروز ۸۳ از شبکه ۱ پخش شد.                                  |
| ۱۳۸۲      | کوچه اقاقیا                  | بازیگر مهمان | رضا عطاران                                                                       | شبکه تهران                                                  |
| ۱۳۸۲      | باغچه مینو                   | بازیگر مهمان | رضا صفدری                                                                        | شبکه ۳                                                      |
| ۱۳۸۲      | بانکی‌ها                      | بازیگر       | مهدی مظلومی                                                                      | شبکه ۲                                                      |
| ۱۳۸۲      | کودتای سیاه                  | بازیگر       | محمدرضا ورزی                                                                     | شبکه ۱                                                      |
| ۱۳۸۲      | داوطلب                       | بازیگر       | مسعود تکاور                                                                      | شبکه ۲                                                      |
| ۱۳۸۲      | مسافر زمان                   | بازیگر       | مسعود نوابی                                                                      | دههٔ فجر ۸۲ از شبکه ۲ پخش شد.                                |
| ۱۳۸۱–۱۳۸۲ | زیرگذر                       | بازیگر       | محمد عمرانی                                                                      | شبکه تهران                                                  |
| ۱۳۸۱      | خوش‌رکاب                      | بازیگر       | علی شاه‌حاتمی                                                                     | نوروز ۸۲ از شبکه ۱ پخش شد.                                  |
| ۱۳۸۱      | بدون شرح                     | بازیگر مهمان | مهدی مظلومی                                                                      | شبکه ۳                                                      |
| ۱۳۸۱      | آبی مثل دریا                 | بازیگر       | ابوالقاسم معارفی                                                                 | شبکه تهران                                                  |
| ۱۳۸۱      | هزاران چشم                   | بازیگر       | کیانوش عیاری                                                                     | شبکه ۳                                                      |
| ۱۳۸۱      | راز سکوت                     | بازیگر       | حسین حکمت‌جو                                                                      | شبکه ۲                                                      |
| ۱۳۸۱      | فرمان                        | بازیگر       | مسعود رشیدی                                                                      | شبکه ۱                                                      |
| ۱۳۸۱      | مدرک اصلی                    | بازیگر       | مهدی صباغ‌زاده                                                                    | شبکه ۱                                                      |
| ۱۳۸۱      | جستجو در شهر                 | بازیگر       | حسن هدایت                                                                        | شبکه تهران                                                  |
| ۱۳۸۱      | گل مرداب                     | بازیگر       | پرویز امیرافشاری                                                                 | شبکه تهران                                                  |
| ۱۳۸۱      | جاده باریک                   | بازیگر       | رامبد جوان                                                                       | پخش نشد.                                                    |
| ۱۳۸۰–۱۳۸۱ | لحظه قاصدک                   | بازیگر       | ایرج حبشی                                                                        | شبکه ۱                                                      |
| ۱۳۷۹–۱۳۸۱ | با من بمان                   | بازیگر       | حمید لبخنده                                                                      | شبکه ۳                                                      |
| ۱۳۷۸–۱۳۸۱ | شب چراغ                      | بازیگر       | امیر قویدل جمال شورجه مجید جوانمرد                                               | دهه فجر ۸۱ از شبکه ۲ پخش شد.                                |
| ۱۳۸۰      | شب دهم                       | بازیگر       | حسن فتحی                                                                         | محرم ۸۰ از شبکه ۱ پخش شد.                                   |
| ۱۳۸۰      | پرونده‌های مجهول              | بازیگر       | جمال شورجه                                                                       | شبکه ۲                                                      |
| ۱۳۸۰      | دردسر والدین                 | بازیگر       | مسعود نوابی                                                                      | شبکه ۳                                                      |
| ۱۳۸۰      | روزهای آرزو                  | بازیگر       | شاهرخ حمیدی‌مقدم                                                                  | شبکه ۱                                                      |
| ۱۳۸۰      | عشق سال‌های جنگ               | بازیگر       | علی بهادر                                                                        | شبکه ۱                                                      |
| ۱۳۸۰      | خاکستر و باد                 | بازیگر       | جهانبخش لک                                                                       | شبکه ۲                                                      |
| ۱۳۷۹–۱۳۸۰ | نیستان                       | بازیگر       | حسین مختاری                                                                      | شبکه ۳                                                      |
| ۱۳۷۹      | دختران                       | بازیگر       | اصغر توسلی                                                                       | شبکه تهران                                                  |
| ۱۳۷۹      | روزهای مهتابی                | بازیگر       | عباس قنبری، سپهر محمدی                                                           | شبکه تهران                                                  |
| ۱۳۷۹      | آبدارشاه                     | بازیگر       | رحیم رحیمی‌پور                                                                    | شبکه ۲                                                      |
| ۱۳۷۹      | همسفر                        | بازیگر مهمان | قاسم جعفری                                                                       | شبکه ۳                                                      |
| ۱۳۷۹      | این یک دادگاه نیست           | بازیگر       | اصغر توسلی                                                                       | شبکه تهران                                                  |
| ۱۳۷۹      | هم پیمان                     | بازیگر       | فرزین مهدوی‌فر                                                                    | شبکه تهران                                                  |
| ۱۳۷۹      | آقای تومانی                  | بازیگر       | هوشنگ ضرابی                                                                      | آیتمهای کوتاه نمایشی دربارهٔ «اسکناس» که از شبکه ۱ پخش می‌شد. |
| ۱۳۷۸      | سقوط                         | بازیگر       | کریم آتشی                                                                        | دهه فجر ۷۸ از شبکه ۱ پخش شد.                                |
| ۱۳۷۸      | دلبر آهنی                    | بازیگر       | مهدی صباغ‌زاده                                                                    | نوروز ۷۹ از شبکه تهران پخش شد.                              |
| ۱۳۷۸      | کیف انگلیسی                  | بازیگر       | سید ضیاءالدین دری                                                                | شبکه ۱                                                      |
| ۱۳۷۸      | پدرخوانده                    | بازیگر       | حمید قدکچیان                                                                     | شبکه ۱                                                      |
| ۱۳۷۸      | قصه‌های شهرک سینمایی          | بازیگر       | بهزاد محمدی                                                                      | شبکه ۳                                                      |
| ۱۳۷۵–۱۳۷۸ | آژانس دوستی                  | بازیگر مهمان | احمد رمضان زاده، حمیدرضا صلاحمند، مجید جعفری شیرازی، احمد زینال زاده، کاوه دژکام | شبکه ۱                                                      |
| ۱۳۷۷–۱۳۷۸ | تلفن مشترک                   | بازیگر       | خسرو ملکان                                                                       | نوروز ۷۸ از شبکه ۳ پخش شد.                                  |
| ۱۳۷۷–۱۳۷۸ | زیر بازارچه                  | بازیگر       | رضا ژیان                                                                         | تعطیلات نوروز از شبکه ۲ پخش می‌شد.                           |
| ۱۳۷۷–۱۳۷۸ | بگذار آفتاب برآید            | بازیگر مهمان | حسین مختاری                                                                      | شبکه ۳                                                      |
| ۱۳۷۷–۱۳۷۸ | محاکمه                       | بازیگر مهمان | حسن هدایت                                                                        | شبکه ۱                                                      |
| ۱۳۷۷      | روزگار جوانی                 | بازیگر       | اصغر توسلی شاپور قریب                                                            | شبکه تهران / نویسنده: «اصغر فرهادی»                         |
| ۱۳۷۷      | گوهر کمال                    | بازیگر       | عباس رنجبر                                                                       | شبکه ۱                                                      |
| ۱۳۷۷      | روزی عقابی                   | بازیگر       | سیدمحمدرضا مفیدی                                                                 | شبکه ۳                                                      |
| ۱۳۷۵–۱۳۷۶ | خانه به خانه                 | بازیگر       | کیانوش عیاری                                                                     | شبکه ۱                                                      |
| ۱۳۷۵      | قائم مقام فراهانی            | بازیگر       | محمدرضا ورزی                                                                     | شبکه                                                        |
|           |                              |              |                                                                                  | تهیه شده برای سیمای آذری شبکه جهانی سحر                     |

### فیلم‌های تلویزیونی
- اسید، بهنود محمدی پور ۱۳۹۵
- بازنشسته، داود قاسمی ۱۳۹۴
- سوختن، بهرنگ توفیقی۱۳۹۳
- اسب‌ها گریه می‌کنند، اشکان شاپوری ۱۳۹۳
- به خاطر دخترم، علیرضا بی‌ریا ۱۳۹۳
- آخرین تماس، سیدمحسن خرمدره ۱۳۹۳
- آفتاب‌پرست، شهرزاد حسنین ۱۳۹۳
- ملیکا، حمید اکرمی ۱۳۹۳–۱۳۹۲
- بعد از آن شب، علی میری رامشه ۱۳۹۲
- شکلات تلخ، محسن مختاری ۱۳۹۲
- تعطیلات پیرزن، سپهر محمدی ۱۳۹۲
- شترمرغ، کریم رجبی ۱۳۹۲
- آجیل و هندوانه، محمد میرحیدری ۱۳۹۲
- ما هنوز زنده ایم، کاظم بلوچی ۱۳۹۲–۱۳۹۱
- یاور، علی شاه حاتمی ۱۳۹۲–۱۳۹۱
- حباب، کریم سربخش ۱۳۹۱
- رد خون، سیدمحسن خرمدره ۱۳۹۱
- مهره سوخته، احمد معظمی ۱۳۹۱
- آزادی و دیگر هیچ، سیدرحیم حسینی ۱۳۹۱
- زن‌ها نمونه اند، مصطفی خانلقی ۱۳۹۱
- عشق ساندویچی، مجید وحیدیان ۱۳۹۱
- بیگانه با خود، جمشید بیات ترک ۱۳۹۱
- روح باباتون زنده ست، بابک روایی ۱۳۹۱
- نسیم پاییزی، حمیدرضا پناهی ۱۳۹۱
- جورچین، سیداسماعیل جلالی ۱۳۹۱
- رؤیا، فرید شرعی ۱۳۹۱
- فرشته اعظم، سیدمحسن خرمدره ۱۳۹۰
- رینگ اسپرت، جواد مزدآبادی ۱۳۹۰
- سودا، داود حمزه ای ۱۳۹۰
- واگن شماره ۲، مجید وحیدیان ۱۳۹۰
- پروانه‌های آفاق، نادر طریقت ۱۳۹۰–۱۳۸۹
- پاقدم، نصرت‌الله قاضی مقدم ۱۳۸۹
- طیب، قدرت‌الله بزرگی ۱۳۸۹
- دل سپرده، محمد نجفی ۱۳۸۹
- صبح تنهایی، حسین تبریزی ۱۳۸۹
- ترم زمستانی، سیدرضا بهشتی ۱۳۸۹
- شوق جوانی، مسعود رشیدی ۱۳۸۹
- عروسک شکسته، منوچهر صفرخانی ۱۳۸۹
- انتهای جاده، فرزاد مؤتمن ۱۳۸۹
- دزد و شاه دزد، نصرت‌الله قاضی مقدم ۱۳۸۹
- تا مرز خوشبختی، مزدک میرعابدینی ۱۳۸۹
- خاطره آن شب بارانی، سیامک شایقی ۱۳۸۹
- ملاقات در هتل فانوس، نصرت‌الله قاضی مقدم ۱۳۸۹
- شاه کلید، حسین تبریزی، ۱۳۸۹–۱۳۸۸
- ما خونه نیستیم، شاهد احمدلو ۱۳۸۸
- چقدر وقت داری، منوچهر صفرخانی ۱۳۸۸
- صفر مرزی، حسین تبریزی ۱۳۸۸
- چشم‌های نامحسوس، سیدمحسن موسویان ۱۳۸۸
- آخرین قاب خالی، مرتضی احمدی هرندی ۱۳۸۸
- کیلومتر ۱۴، جواد افشار ۱۳۸۸
- ماهرخ، حمیدرضا حافظی ۱۳۸۸
- شاهد عینی، مهدی گلستانه ۱۳۸۸–۱۳۸۷
- گروگان، محمدرضا آهنج ۱۳۸۷
- به جا مانده، جواد افشار ۱۳۸۷
- اعتراف، سعید عالم زاده ۱۳۸۷
- بمانی هفتم، مهدی مظلومی ۱۳۸۷
- پل پرواز، هراند هاکوپیان ۱۳۸۶
- همیشه مادر، شاهد احمدلو ۱۳۸۶
- مسلخ عشق، محمد بصیری ۱۳۸۵
- شرم، مسعود آب پرور ۱۳۸۵
- جای او دیگر خالی نیست، مهرداد خوشبخت ۱۳۸۴
- خون بفت، سهیلا نجم ۱۳۸۰
- کمال عدل، سهیلا نجم ۱۳۸۰
- سینما سگ، شاهد احمدلو ۱۳۷۹

### تئاتر
- چک برگشتی، ازدواج برگشتی، مجتبی مایلی ۱۳۸۶

### شبکهٔ خانگی
- سال‌های دور از خانه، مجید صالحی ۱۳۹۷
- شاهگوش، داود میرباقری ۱۳۹۲[۳]
- رانده‌شده، منصور یزدانی ۱۳۹۰
- ثروت بزرگ، کریم رجبی ۱۳۸۹[۴]